# Сховище (фільм)
«Сховище» (англ. The Vault) — трилер 2017 року, у якому ролі виконали Франческа Іствуд, Терін Меннінг, Джеймс Франко. Прем'єра фільму в Україні відбулась 21 вересня 2017.

## Сюжет
Сестри Лія та Ві планують пограбування банку, щоб врятувати свого брата. На місці свого злочину вони відкривають сховище, у якому крім грошей ховаються надприродні сили, які охороняють скарби.

## У ролях
| Актор                    | Роль            |
| ------------------------ | --------------- |
| Джеймс Франко            | Ед Маас         |
| Терін Меннінг            | Ві Діллон       |
| Франческа Іствуд         | Лія Діллон      |
| Скотт Гейз               | Майкл Діллон    |
| К'оріанка Кілчер         | Сьюзан Кромвелл |
| Кліфтон Коллінз-молодший | детектив Іґер   |
| Кіт Лонекер              | Сайрус          |

## Знімальна група
- Кінорежисер — Ден Буш
- Сценаристи — Ден Буш, Конел Бірн
- Кінопродюсери — Том Баттерфілд, Алекс Катлер, Люк Деніелз, Алан Пао
- Кінооператор — Ендрю Шалкайнд
- Композитор — Шон Дрю
- Кіномонтаж — Ден Буш, Ед Маркс
- Художник-постановник — Джесс Дж. Клаксон
- Артдиректор — Джесс Дж. Клаксон
- Художник по костюмах — Карен Фрід
- Підбір акторів — Анна Мак-Карті, Келлі Рой[2].

## Сприйняття
Фільм отримав негативні відгуки. На сайті Rotten Tomatoes оцінка стрічки становить 29 % на основі 21 відгуку від критиків (середня оцінка 4,3/10) і 35 % від глядачів із середньою оцінкою 2,9/5 (289 голосів). Фільму зарахований «гнилий помідор» від кінокритиків та «розсипаний попкорн» від глядачів, Internet Movie Database — 4,7/10 (2 530 голосів), Metacritic — 50/100 (5 відгуків критиків) і 3,8/10 від глядачів (6 голосів).